# Euphorbia czerepanovii
Euphorbia czerepanovii là một loài thực vật có hoa trong họ Đại kích. Loài này được Geltman mô tả khoa học đầu tiên năm 1997.